# Банновка
Ба́нновка (каз. Баннов) — село у складі Федоровського району Костанайської області Казахстану. Адміністративний центр Банновського сільського округу.
Населення — 917 осіб (2021; 1061 у 2009, 1188 у 1999, 1450 у 1989).